# Château de l'Étier
Le château de l'Étier (ou château de l'Estier) est une demeure situé sur la commune française de Béganne, dans le Morbihan, en région Bretagne.

## Localisation
Le château est situé sur les hauteurs du Trévelo, à environ 1 km à vol d'oiseau à l'ouest du château de Léhélec, environ 1,5 km au nord du port de Foleux et environ 4 km à l'ouest du centre-ville de Béganne.

## Historique
Le corps de logis est bâti en 1441 pour Guyon de Carné, le seigneur du lieu, membre du conseil ducal, possiblement sur l'emplacement d'un édifice des seigneurs de Rieux qui l'a précédé dès 1380. Puis sous François II, le manoir est entre les mains de Pierre Landais, trésorier général. La tourelle d'angle est probablement reconstruite au siècle suivant. En 1633 est ajoutée une nouvelle construction à l'aile principale. Le château est restauré au XVIIe siècle et les communs pourraient être du XVIIIe siècle.
Après la famille de L'Estier, le château est successivement la propriété des familles de Rieux, Maigné, Rochier, La Houssaye, Bouleuc, Gouyon de Beaucorps Tétrel (depuis 1975) et Blanchard depuis 1987.
Les façades et toitures sont inscrites au titre des monuments historiques par arrêté du 6 octobre 1976.

## Description
Le corps de logis est composé de trois ailes, deux ailes à angle droit encadrant le corps principal,. Une tourelle d'escalier polygonale occupe le retrait d'une aile.
L'intérieur est occupé par de vastes salles d'inspiration médiévale. Une niche gothique est présente dans le vestibule d'entrée. Les cheminées sont sculptées de colonnettes et de chapiteaux à feuilles. La porte d'honneur étaient sculptée de choux frisés et de vigne, reliefs ensuite supprimés au ciseau.